# Нора (мультфильм)
«Нора» (англ. Burrow) — компьютерный анимационный короткометражный фильм 2020 года, созданный Pixar Animation Studios. Сценаристом и режиссёром картины стала Мадлен Шарафьян. Премьера картины состоялась 25 декабря 2020 года на Disney+. В широкий прокат мультфильм вышел вместе с полнометражным мультфильмом студии «Душа», 12 января 2024 года. Картина повествует о молодой крольчихе, которая стремится построить нору своей мечты, испытывая смущение каждый раз, когда случайно забирается в дом соседа.
В 2021 году фильм номинировался на премию «Оскар» в номинации «лучший анимационный короткометражный фильм».

## Сюжет
В английской сельской местности молодая крольчиха делает свою первую нору. На листке она нарисовала простой набросок дома своей мечты. Когда она начала копать, к ней присоединились два новых соседа — крот и полевка. Они предложили свою помощь, демонстрируя сложные планы нор, которые они построили для своих семей. Смущенная простотой своего рисунка, крольчиха прячет его от них, притворяясь, что ей нужно идти. Она начинает лихорадочно копать глубже, стремясь убежать от них, оставляя их в недоумении.
Во время копки она случайно натыкается на других подземных соседей: лягушек, обладающих собственной библиотекой, ежей-пекарей, которые угощают её кексами, тритонов, принимающих ванну и предлагающих ей полотенца, и жуков с муравьями, которые считают её своим вечерним развлечением. Эти встречи лишь усиливают её смущение, хотя её соседи не проявляют никакого недовольства по поводу её вторжений. После случайного пробуждения животного с ворчливым голосом в темной пещере, крольчиха спешит убежать вниз, к скальному основанию. Оказавшись вдали от других, она пытается расширить отверстие и создать новую нору, но неожиданно натыкается на водоносный горизонт. Вода, освобождённая из-за её действий, начинает двигаться к норам её соседей.
В слезах кролик убегает в тёмную пещеру и снова будит животное, чтобы объяснить свою ошибку. Оказывается, что страшное животное — это добродушный, сонный барсук. Он издаёт рёв, чтобы созвать остальных соседей. Вместе с кроликом они копают боковой туннель, чтобы отвести воду на поверхность, образуя родник и спасая свои дома. Счастливая крольчиха показывает свой рисунок соседям, которые с радостью помогают ей улучшить дом. Они строят его именно так, как она себе представляла, оставляя диско-шар в ванной.

## Создание
Режиссёром и сценаристом выступила Мадлен Шарафьян, а продюсером Майк Капбарат.
Шарафьян рассказала, что в процессе производства было мало отклонений от первоначальной идеи. Художники просто не успевали вносить изменения, поэтому она решила сделать часть мультфильма в 2D-формате, чтобы всё было готово как можно быстрее. Визуальный стиль «Норы» вдохновлён детскими книгами Беатрис Поттер, Джилл Баркли и Ричарда Скарри. Шарафьян работала без художника-постановщика, потому что с самого начала знала, как должен выглядеть мультфильм.

## Реакция
Лиз Кочан из Decider дала мультфильму положительную оценку, написав: «Смотрите это! „Нора“ должен был выйти раньше, чем „Душа“, в кинотеатрах, но теперь, когда оба фильма дебютируют на Disney+, он всё равно стоит ваших шести минут. Это милая и очаровательная короткометражка, прекрасно анимированная и, как и многие другие фильмы Pixar, полная сердца».
Тара Беннетт из Syfy Wire также дала положительный отзыв, отметив, что «Нора» «согревает душу, а его иллюстративный стиль словно списан со страниц любимых сказок, подобно Винни-Пуху в анимационных фильмах».